# 리영익
리영익(생년 미상 ~ )은 조선민주주의인민공화국의 군인 겸 정치인이다. 조선로동당 중앙검사위원회 위원이다.

## 경력
2007년 4월 14일, 최고사령관 명령을 통한 승진 인사에서 조선 인민군 대좌에서 소장으로 승진했다. 2016년 5월 제7차 당대회에서 당의 재정관리 사업을 감사하는 조선로동당 중앙검사위원회 위원에 선출되었다.